# Mario Jung
Mario Jung (* 1996) ist ein Schweizer Unihockeyspieler, der beim Nationalliga-A-Verein Chur Unihockey unter Vertrag steht.

## Karriere
Jung startete seine Karriere beim HC Rychenberg Winterthur, wo er während der Saison 2014/15 für die erste Mannschaft debütierte.
2015 wechselte er zum Ligakonkurrenten Chur Unihockey, wo er fortan als Stammspieler eingesetzt wurde.